# Друкарська фарба
Друкарська фарба — гетерогенна колоїдна система, що складається з високодисперсних частинок пігментів (лакових пігментів), рівномірно розподілених і стабілізованих у рідкій фазі в'яжуючої речовини.

## Вимоги до друкарської фарби
Сучасна друкарська фарба повинна мати такі властивості: міцність до стирання, високу швидкість закріплення на папері, високу в'язкість і низьку липкість, відсутність відмарювання у стосі, стабільність фарби у друкарській машині. Поєднання цих властивостей має суперечливий характер і вимагає вирішення певних труднощів при її виготовленні.

## Склад друкарських фарб
Основними компонентами фарб є пігмент та в'яжучі речовини. Також можуть додаватися наповнювачі, підфарбовувачі та різні допоміжні речовини .
Пігменти призначені для забезпечення оптичних характеристик фарб, також можуть змінювати їх фізико-хімічні властивості.
В'яжучі речовини надають фарбі друкарських властивостей, зокрема здатність розкочуватися у тонкий рівномірний шар, наноситися на друкарську форму, переходити на папір або інший матеріал і закріплюватися на ньому.
Наповнювачі (сульфат барію, гідроксид алюмінію та інші) повніше виявляють колір пігменту, покращують друкарські властивості і дають змогу знизити вартість фарби.
Підфарбовувачі (інтенсивно-сині, фіолетові пігменти, малорозчинні барвники) підвищують насиченість кольору і покращують відтінок фарби на відбитку.
Допоміжні речовини використовуються для коректування окремих показників фарби, наприклад, спеціальні пасти, що регулюють липкість фарби; сикативи чи антиоксиданти, які, відповідно, прискорюють чи сповільнюють процес плівкоутворення.